# Päijänteen ympäriajo
La Päijänteen ympäriajo (Volta al llac Päijänne en finès), coneguda també com a Päijänne Enduro, és una prova d'enduro, la més popular de les que es disputen a Finlàndia durant la primavera i una de les competicions motociclistes més antigues del món, ja que fou creada el 1927. La cursa és considerablement més llarga que les altres competicions d'enduro, i per aquest motiu atrau anualment un seguit d'entusiastes per a molts dels quals el sol fet d'arribar a la línia de meta ja és una victòria.
Actualment, la "Päijänteen" és una competició de tres dies (amb una nit inclosa) i un recorregut total de 1.000 quilòmetres. Tal com passa a la Novemberkåsan sueca, el trofeu, en aquest cas anomenat skölden ("escut"), es lliura només a qui hagi guanyat la prova tres vegades.

## Llista de guanyadors

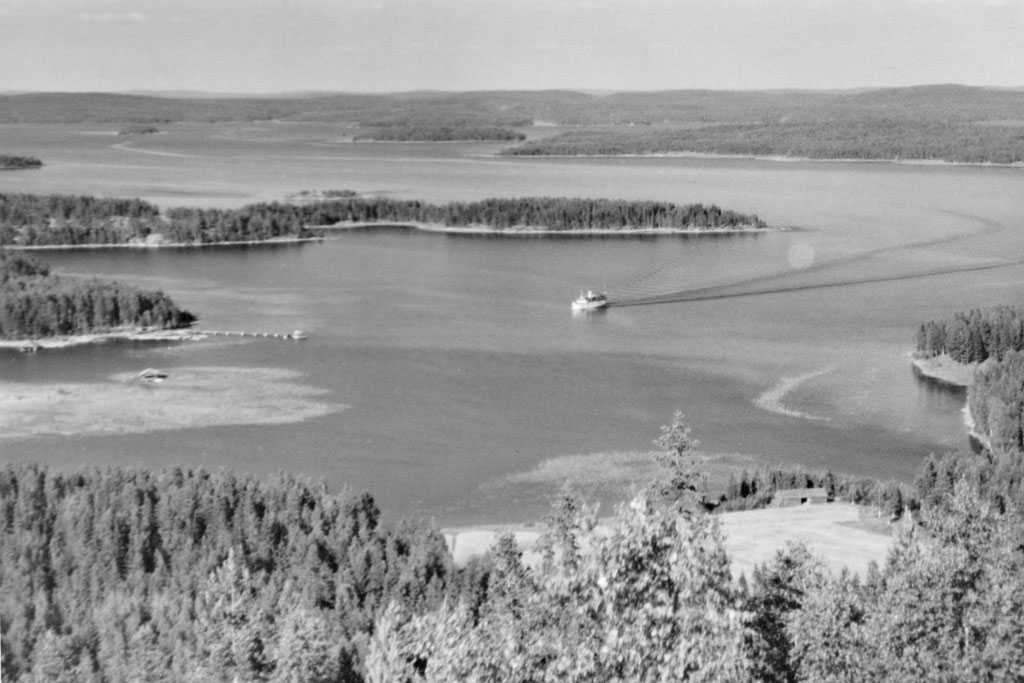
El llac des de Puolakanvuori (1948)

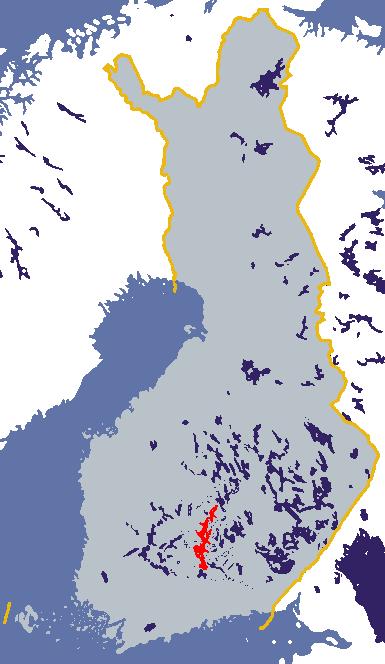
Situació del llac Päijänne a Finlàndia

Font:
A 31 de desembre de 2024
| Any                       | Guanyador                          | Motocicleta             | Escut                   |
| ------------------------- | ---------------------------------- | ----------------------- | ----------------------- |
| 1927                      | Väinö Landen                       | ?                       | -                       |
| 1928                      | Otto Brandt                        | Rudge                   | -                       |
| 1929                      | Otto Brandt                        | Rudge                   | -                       |
| 1930                      | Artturi Blomqvist                  | Harley-Davidson         | -                       |
| 1931                      | Aarne Anttila i · Erik Westerberg  | Rudge Super X           | -                       |
| 1932                      | Artturi Blomqvist                  | Harley-Davidson         | -                       |
| 1933                      | Artturi Blomqvist                  | Harley-Davidson         | 1r                      |
| 1934                      | Toivo Petänen                      | Harley-Davidson         | -                       |
| 1935                      | Henrik Vapaamies                   | Harley-Davidson         | -                       |
| 1936                      | Raine Lampinen                     | Norton                  | -                       |
| 1937                      | Raine Lampinen                     | Norton                  | -                       |
| 1938                      | Toivo Humalisto                    | Harley-Davidson         | -                       |
| 1939                      | J. von Krohn                       | Zündapp                 | -                       |
| 1940 - 1948: No disputada |                                    |                         |                         |
| 1949                      | Walter Bergstrom                   | BMW                     | -                       |
| 1950                      | Olof Tötterström                   | Triumph                 | -                       |
| 1951                      | L. Männistö                        | Zündapp                 | -                       |
| 1952                      | Walter Bergström                   | BMW                     | -                       |
| 1953                      | Olli Riekki                        | AJS                     | -                       |
| 1954                      | Ove Lundell                        | Monark                  | -                       |
| 1955                      | Hans Andersson                     | NV                      | -                       |
| 1956                      | Carl-Gustav Wendelin               | Jawa                    | -                       |
| 1957                      | Bengt Svensson                     | Monark                  | -                       |
| 1958                      | Carl-Gustav Wendelin               | Jawa-CZ                 | -                       |
| 1959                      | Olavi Hokkanen                     | Jawa-CZ                 | -                       |
| 1960                      | Olavi Hokkanen i Keijo Benjamisson | Jawa-CZ                 | -                       |
| 1961                      | Olavi Hokkanen                     | Jawa-CZ                 | 2n                      |
| 1962                      | Pertti Kärhä                       | Jawa-CZ                 | -                       |
| 1963                      | Pertti Kärhä                       | Jawa-CZ                 | -                       |
| 1964                      | Pertti Kärhä                       | Jawa-CZ                 | 3r                      |
| 1964                      | Olavi Hokkanen                     | Jawa-CZ                 | -                       |
| 1965                      | Pertti Kärhä                       | Jawa-CZ                 | -                       |
| 1966                      | Hans Ericsson                      | Husqvarna               | -                       |
| 1967                      | Pertti Kärhä                       | Jawa-CZ                 | -                       |
| 1968                      | Kalevi Vehkonen                    | Husqvarna               | -                       |
| 1969                      | Tommy Jansson                      | Husqvarna               | -                       |
| 1970                      | Hans Ericsson                      | Husqvarna               | -                       |
| 1971                      | Hans Ericsson                      | Husqvarna               | 4t                      |
| 1972                      | Bo Törnblom                        | Husqvarna               | -                       |
| 1973                      | Hans Hansson                       | Husqvarna               | -                       |
| 1974                      | Göte Liljegren                     | Zündapp                 | -                       |
| 1975                      | Berndt Enö                         | Zündapp                 | -                       |
| 1976                      | Göte Liljegren                     | KTM                     | -                       |
| 1977                      | Göte Liljegren                     | KTM                     | 5è                      |
| 1978                      | Mauno Suni                         | Suzuki                  | -                       |
| 1979                      | Mauno Suni                         | Suzuki                  | -                       |
| 1980                      | Jukka Helminen                     | Husqvarna               | -                       |
| 1981                      | Jukka Helminen                     | Suzuki                  | -                       |
| 1982                      | Sven-Erik Jönsson                  | Husqvarna               | -                       |
| 1983                      | Sven-Erik Jönsson                  | Husqvarna               | -                       |
| 1984                      | Per Grönberg                       | Yamaha                  | -                       |
| 1985                      | Sven-Erik Jönsson                  | Husqvarna               | 6è                      |
| 1986                      | Sven-Erik Jönsson                  | Husqvarna               | -                       |
| 1987                      | Per Grönberg                       | KTM                     | -                       |
| 1992                      | Juhani Laaksonen                   | Yamaha                  | -                       |
| 1989                      | Kari Tiainen                       | Suzuki                  | -                       |
| 1990                      | Kari Tiainen                       | Suzuki                  | -                       |
| 1991                      | Juhani Laaksonen                   | Yamaha                  | -                       |
| 1992                      | Jukka Jääskeläinen                 | Husqvarna               | -                       |
| 1993                      | Mika Ahola                         | Husqvarna               | -                       |
| 1994                      | Janne Suominen                     | TM                      | -                       |
| 1995                      | Mika Ahola                         | Husqvarna               | -                       |
| 1996                      | Mika Ahola                         | TM                      | 7è                      |
| 1997                      | Mika Ahola                         | TM                      | -                       |
| 1998                      | Mika Ahola                         | TM                      | -                       |
| 1999                      | Marko Laaksonen                    | Yamaha                  | -                       |
| 2000                      | Mika Ahola                         | TM                      | 8è                      |
| 2001                      | Simon Wiik                         | KTM                     | -                       |
| 2002                      | Marko Laaksonen                    | Yamaha                  | -                       |
| 2003                      | Mikko Tontti                       | KTM                     | -                       |
| 2004                      | Janne Suominen                     | Kawasaki                | -                       |
| 2005                      | Heikki Timonen                     | KTM                     | -                       |
| 2006                      | Heikki Timonen                     | KTM                     | -                       |
| 2007                      | Heikki Timonen                     | KTM                     | 9è                      |
| 2008                      | Heikki Timonen                     | KTM                     | -                       |
| 2009                      | Heikki Timonen                     | KTM                     | -                       |
| 2010                      | Heikki Timonen                     | KTM                     | 10è                     |
| 2011                      | Oskari Kantonen                    | KTM                     | -                       |
| 2012                      | Oskari Kantonen                    | KTM                     | -                       |
| 2013                      | Roni Nikander                      | KTM                     | -                       |
| 2014                      | Antti Hellsten                     | Husqvarna               | -                       |
| 2015                      | Marko Tarkkala                     | Beta                    | -                       |
| 2016                      | Antti Hellsten                     | Husqvarna               | -                       |
| 2017                      | Eero Remes                         | TM                      | -                       |
| 2018                      | Aleksi Jukola                      | KTM                     | -                       |
| 2019                      | Eemil Pohjola                      | TM                      | -                       |
| 2020                      | No disputada (COVID-19)            | No disputada (COVID-19) | No disputada (COVID-19) |
| 2021                      | Eemil Pohjola                      | Honda                   | -                       |
| 2022                      | Peetu Juupaluma                    | Husqvarna               | -                       |
| 2023                      | Eemil Pohjola                      | Honda                   | 11è                     |
| 2024                      | Antti Hänninen                     | Husqvarna               | -                       |

Notes
1. ↑  Altres guanyadors el 1928 (Ex aequo): Emil Piltz (Rudge), Leo Lampinen (Rudge), Jussi Saksa (Raleigh), Kaarlo Stenij (Raleigh), Pekka Piesanen (Rudge), Karl Allén (Harley-Davidson), Artturi Blomqvist (Harley-Davidson), Ossian Erolin (Harley-Davidson), Emil Forsström (Harley-Davidson), Lennart Idström (Harley-Davidson), Emil Kovanen (Harley-Davidson) i Reino Westerlund (Indian)
2. ↑  Altres guanyadors el 1952 (Ex aequo): Lars Fager (Royal Enfield), Nils Schröder (Triumph) i Olof Tötterström (Triumph)

## Llista de guanyadors de l'Escut
Els qui aconsegueixen tres victòries a la prova obtenen un trofeu anomenat escut ("skölden"). A data de 2023 se n'havien lliurat un total d'onze.
| Escut | Guanyador         | Victòries         |
| ----- | ----------------- | ----------------- |
| 1r    | Artturi Blomqvist | 1930, 1932 i 1933 |
| 2n    | Olavi Hokkanen    | 1959, 1960 i 1961 |
| 3r    | Pertti Kärhä      | 1962, 1963 i 1964 |
| 4t    | Hans Eriksson     | 1966, 1970 i 1971 |
| 5è    | Göte Liljegren    | 1974, 1976 i 1977 |
| 6è    | Sven-Erik Jönsson | 1982, 1983 i 1985 |
| 7è    | Mika Ahola        | 1993, 1995 i 1996 |
| 8è    | Mika Ahola        | 1997, 1998 i 2000 |
| 9è    | Heikki Timonen    | 2005, 2006 i 2007 |
| 10è   | Heikki Timonen    | 2008, 2009 i 2010 |
| 11è   | Eemil Pohjola     | 2019, 2021 i 2023 |

## Estadístiques

### Victòries per marca
| Marca           | Victòries |
| --------------- | --------- |
| Husqvarna       | 19        |
| KTM             | 15        |
| Jawa, Jawa-CZ   | 12        |
| Harley-Davidson | 12        |
| TM              | 7         |
| Rudge           | 6         |
| Suzuki          | 5         |
| Yamaha          | 5         |
| Zündapp         | 4         |
| Triumph         | 3         |
| Raleigh         | 2         |
| Norton          | 2         |
| BMW             | 2         |
| Monark          | 2         |
| Honda           | 2         |
| Indian          | 1         |
| Super X         | 1         |
| Royal Enfield   | 1         |
| AJS             | 1         |
| NV              | 1         |
| Kawasaki        | 1         |
| Beta            | 1         |